# Recurs literari
Un recurs literari és una tècnica retòrica preestablerta que un escriptor aplica a una paraula o més d'un text perquè aquest guanyi densitat literària. És un ús determinat de la llengua per aconseguir un efecte en el lector o guiar la seua interpretació. Es solen acompanyar de particularitats fonètiques, gramaticals o d'altres nivells que n'accentuen l'expressivitat. Es coneixen també com recursos estilístics, recursos retòrics, figures retòriques, o llicències literàries, entre d'altres.

## Classificació
Els recursos literaris es poden classificar segons l'operació retòrica que es realitzi amb les paraules. Les quatre operacions fonamentals que governen la formació de tots els recursos literaris són les següents
- Addició (adiectio), també anomenada repetició, expansió o superabundància
- Omissió (detractio), també anomenada sostracció o falta
- Transposició (transmutatio), també anomenada transferència
- Permutació (immutatio), també anomenada canvi, intercanvi, substitució o transmutació

Aquestes quatre operacions van ser dictades pels retòrics clàssics. Originalment, en llatí eren anomenades les quatre operacions de quadripartita ratio. El text més antic que ha arribat fins avui dia que els menciona —tot i que no els reconeix com els quatre principis fonamentals— és el Rhetorica ad Herennium, d'autor desconegut, on s'anomenen πλεονασμός (addició), ἔνδεια (omissió), μετάθεσις (transposició) i ἐναλλαγή (permutació).
Una altra manera de classificar-los és segons el recurs afecti a la forma (recursos de dicció) o al significat de les paraules (recursos de pensament). Si es vol afinar, es poden dividir segons el nivell d'anàlisi de la lingüística afectat, i així es parla de recursos fònics, recursos morfosintàctics i recursos semàntics.

## Llista de figures retòriques
Els estudiosos de la retòrica clàssica occidental dividiren les figures literàries en dues categories principals: esquemes i trops. Els esquemes (del grec schēma, "forma") són figures retòriques que canvien el patró ordinari o patró esperat de les paraules. Per exemple, la frase "Arnau, el meu millor amic" fa servir l'esquema conegut com a aposició. D'altra banda, els trops (del grec tropein, "girar") canvien el significat general de les paraules: un exemple de trop és la ironia, la qual aprofita l'ús de les paraules per intentar dir el contrari del seu significat habitual.
A continuació es llisten les figures retòriques per ordre alfabètic (sense distinció per esquemes i trops). La majoria enllacen al seu article on es defineixen àmpliament, però en aquesta llista es proveeix una curta descripció de cadascun d'ells. Els recursos marcats en negreta són considerats dels més usuals.
| Recurs literari   | Definició |
| ----------------- | --- |
| Acumulació        | Sumari dels arguments previs de manera contundent |
| Adínaton          | Hipèrbole portada a l'extrem de tal manera que suggereix impossibilitat |
| Adnominació       | Repetició d'una paraula amb un canvi en una lletra o so |
| Afèresi           | Llicència poètica, que consistix a suprimir una o diverses síl·labes al començament d'una paraula i que es representa amb un apòstrof. |
| Aforisme          | Sentència que expressa un pensament complex de forma colpidora o estètica |
| Al·legoria        | Metàfora estesa en la qual s'explica una història per il·lustrar un atribut important del subjecte |
| Al·literació      | Sèrie de paraules amb sons similars |
| Al·lusió          | Referència indirecta a una altra obra artística |
| Amplificació      | Desenvolupament detallat i exhaustiu d'una idea o d'una proposició, perquè quede més clara i tinga més força. |
| Anacenosi         | Posada d'una qüestió a l'audiència |
| Anacolut          | Canvi en la sintaxi dins una frase |
| Anadiplosi        | Repetició d'una paraula al final d'una frase i al principi d'una altra |
| Anàfora           | Repetició d'una paraula o grup de paraules al començament d'oracions consecutives |
| Anàstrofe         | Inversió de l'ordre normal de les paraules |
| Antanàclasi       | Forma de paronomàsia en la qual una paraula es repeteix en dos sentits diferents |
| Anticlímax        | Ordenació de les paraules en ordre decreixent d'importància |
| Antífrasi         | Paraula o paraules utilitzades contradictòriament al seu significat habitual, sovint amb ironia |
| Antimetàbola      | Repetició de paraules en frases consecutives, en ordre invers |
| Antimèria         | Substitució d'una part del text per una altra, sovint convertint un nom en verb |
| Antítesi          | Juxtaposició d'idees o conceptes oposats |
| Antonomàsia       | Substitució d'una frase per un nom propi, o viceversa |
| Antropomorfisme   | Vegeu personificació |
| Apòcope           | Llicència poètica, que consistix en la supressió d'una o més síl·labes o sons àtons al final d'un mot. |
| Apòfasi           | Invocació d'una idea prohibint la seva invocació |
| Aposició          | Col·locació de dos elements de costat en els quals el segon defineix el primer |
| Aposiopesi        | Pausa en la parla per causar efecte dramàtic |
| Apòstrofe         | Direcció de l'atenció de l'audiència cap a una abstracció personificada |
| Arcaisme          | Ús d'una paraula obsoleta o arcaica (usada en un idioma antic), oposat de neologisme |
| Asíndeton         | Omissió de les conjuncions entre dues oracions |
| Assonància        | Repetició de sons vocàlics per crear un ritme intern |
| Asteisme          | Ironia fina que recorre al joc de paraules |
| Auxesi            | Forma d'hipèrbole en la qual la paraula més important es fa servir en lloc d'un terme més descriptiu |
| Batologia         | Pleonasme o repetició innecessària |
| Cacofonia         | Juxtaposició de paraules per produir un so fort |
| Catacresi         | Metàfora mixta |
| Catàfora          | Referència des d'una expressió a l'expressió que la segueix |
| Cesura            | Separació de les sil·labes d'un vers |
| Circumloqui       | Vegeu perífrasi |
| Classificació     | Enllaç d'un nom propi i d'un nom comú amb un article |
| Clímax            | Ordenació de les paraules en importància creixent |
| Commiseració      | Fer sentir llàstima a l'audiència |
| Commoratio        | Repetició d'una idea escrita de manera diferent |
| Comparació        | Establiment d'una semblança entre dos termes per mitjà de vincles gramaticals expressos. |
| Complexió         | Repetició de la mateixa paraula en diferents períodes successius. |
| Concatenació      | Enumeració encadenada |
| Concessió         | Manteniment de la pròpia opinió tot i admetre la validesa d'algun punt de l'argumentació de l'adversari. |
| Consonància       | Repetició de sons consonants, sovint en un vers curt |
| Contrapet         | Intercanvi de consonants i/o vocals en una frase, sovint buscant un efecte divertit |
| Correlació        | |
| Cosificació       | Tractar éssers vius com a objectes |
| Datisme           | Ús abundant i innecessari de sinònims en la parla o en l'escriptura. |
| Deprecació        | Direcció d'un prec o una súplica fervents. |
| Derivació         | |
| Dialogisme        | Reproducció en forma de diàleg del pensament o les paraules d'algú. |
| Diàstole          | Figura literària de dicció que en llatí permetia que una síl·laba breu es pronunciés com si fos llarga. En llengües on no existeix la quantitat vocàlica, com el català, aquesta figura s'aplica a l'accentuació: avançar la posició de l'accent d'una síl·laba a la següent |
| Digressió         | Inserció d'un fragment sense relació directa amb el principal |
| Dilogia           | Un doble sentit o dilogia és una figura del llenguatge en què una frase pot ser entesa de dues maneres diferents i, fins i tot contradictòries. Sovint el primer significar és sincer, mentre que el segon significat és inadequat, o irònic.                                |
| Disfemisme        | Substitució d'un terme malsonant per un altre també malsonant (contrari d'eufemisme) |
| Doble negatiu     | Construcció gramàtica que consisteix en la repetició de paraules amb connotació negativa |
| Dubitació         | Manifestar, l'orador, dubte sobre allò que ha de dir. |
| El·lipsi          | Omissió de paraules |
| Èmfasi            | Donar a entendre més del que realment s'expressa. |
| Enàl·lage         | Substitució de formes gramaticalment diferents però d'igual significat |
| Encavallament     | Ruptura de la unitat sintàctica a final de línia o entre dos versos |
| Hendíadis         | Expressió d'un únic concepte per mitjà de dos termes coordinats. |
| Enumeració        | Detall de les parts d'un concepte punt a punt |
| Entimema          | Mètode informal per a presentar un sil·logisme |
| Epanadiplosi      | Repetició d'un fragment al principi i final de frase o vers |
| Epanalepsi        | Repetició de la paraula o paraules inicials d'una oració al final de la mateixa oració |
| Epanortosi        | Autocorrecció automàtica i empàtica |
| Epèntesi          | Inserció d'una síl·laba en l'interior d'una paraula. |
| Epifonema         | Exclamació o reflexió amb què es tanca emfàticament el que s'ha dit anteriorment. |
| Epífora           | Repetició d'una paraula o grup de paraules al final d'oracions successives. És l'oposat de l'anàfora |
| Epífrasi          | Afegiment a un enunciat d'un membre o més per a manifestar un contingut moral o per a desenrotllar idees accessòries. |
| Epímone           | Repetició sense interval d'una mateixa paraula per a emfatitzar el que es diu, o bé a intercalar diferents vegades en una composició poètica un mateix vers o una mateixa expressió.                                                                                         |
| Epítet            | Adjectiu que remarca alguna qualitat del substantiu que acompanya |
| Erotema           | Sinònim de pregunta retòrica |
| Etopeia           | Descripció no física |
| Eufemisme         | Substitució d'una paraula malsonant per una de més agradable |
| Eufonia           | Producció d'un so plaent (el contrari de la cacofonia) |
| Exclamació        | Addició empàtica al text que és completa per si mateixa; es diferencia de la interjecció en que intenta provocar una resposta emocional |
| Geminació         | Duplicació |
| Gradació          | Llistat ordenat segons grau, de més a menys o a la inversa |
| Hendíadis         | Ús de dos noms per tal d'expressar una idea, quan el normal seria un nom i un modificador |
| Hendíatris        | Ús de tres noms per tal d'expressar una idea |
| Hipàl·lage        | Canvi en l'ordre de les paraules de tal manera que s'associïn amb paraules que normalment s'associen amb d'altres |
| Hipèrbaton        | Alteració de l'ordre normal de les paraules dins una frase |
| Hipèrbole         | Exageració d'un objecte o concepte |
| Hipocatàstasi     | Implicació o declaració de semblança entre dos conceptes sense anomenar-los directament |
| Hipòfora          | Resposta a una pròpia pregunta retòrica |
| Hipotiposi        | Descripció viva i detallada d'un objecte o d'un fet, real o fantàstic. |
| Hísteron pròteron | Inversió de l'ordre anticipat dels esdeveniments (una forma d'hipèrbaton) |
| Homeoptòton       | En llengües flexionals, ús de la primera i última paraules d'una oració amb el mateix cas gramatical |
| Homeotelèuton     | Terminació igual dels membres d'un període, siga un conjunt de paraules amb la mateixa síl·laba, siga un conjunt de frases amb la mateixa paraula. |
| Homofonia         | Paraules que sonen igual però tenen significats diferents |
| Homografia        | Paraules que s'escriuen igual però tenen diferent significat |
| Homonímia         | Paraules que s'escriuen i es pronuncien igual però tenen diferent significat |
| Hysteron proteron | Inversió de l'ordre temporal o causal normal de dos elements |
| Innuendo          | Significat amagat en una frase la qual té sentit tant si es detecta com si no |
| Inversió          | Inversió de l'ordre normal de les paraules, especialment la col·locació del verb davant del subjecte (inversió subjecte-verb) |
| Invocació         | Apòstrofe a un déu o musa |
| Ironia            | Ús d'una paraula de tal manera que transmet un significat oposat al seu significat corrent |
| Isocòlon          | Ús d'estructures paral·leles de la mateixa llargada en oracions consecutives (similar al paral·lelisme) |
| Isolexisme        | Repetició d'un mateix radical en una mateixa clàusula o vers, modificat per derivació, canvi de funció sintàctica, reiteració o variació semàntica. |
| Kenning           | Compost metonímic en el qual els termes formen una mena d'anècdota |
| Lítote            | Èmfasi de la magnitud d'una expressió negant-ne el contrari |
| Lloc comú         | Paraula o frase considerada com un vici per ser massa coneguda o pel seu ús excessiu i desgastat |
| Malapropisme      | Ús d'una paraula en lloc d'una altra que sona de manera similar, sovint amb fins humorístics |
| Meiosi            | Infravaloració, disminució de la importància d'un concepte |
| Merisme           | Referència al tot enumerant algunes de les seves parts |
| Metàfora          | Referència a un concepte a partir d'un altre que hi guarda certa semblança |
| Metalepsi         | Referència a un concepte a partir d'un altre que hi està remotament relacionat |
| Metàtesi          | Canvi d'orde de dos o més sons en l'interior d'una paraula. |
| Metonímia         | Relació entre significats basada en una relació de contigüitat |
| Neologisme        | Ús d'una paraula de creació recent (oposat d'arcaisme) |
| Non sequitur      | Enunciat que no manté cap relació amb l'anterior |
| Onomatopeia       | Paraula que imita un so real |
| Oxímoron          | Ús de dos termes junts que sovint es contradiuen l'un a l'altre |
| Palindromia       | Ús d'una paraula que es llegeix igual del dret que del revés |
| Paràbola          | Al·legoria que conté un ensenyament moral |
| Paradiàstole      | Contrast de mots de significats molt similars |
| Paradoxa          | Presentació d'idees aparentment contradictòries per il·lustrar alguna veritat subjacent |
| Paràfrasi         | Explicació o al·lusió a un concepte mitjançant altres que comparteixen el referent |
| Paragoge          | Llicència poètica que consistix en l'addició d'una síl·laba al final d'una paraula. |
| Paralipsi         | Atracció de l'atenció sobre una cosa mentre es pretén que no se li dona importància |
| Paral·lelisme     | Ús d'estructures sintàctiques similars en dues oracions o versos consecutius |
| Paraprosdokian    | Finalització inesperada d'una frase |
| Parèntesi         | Inserció d'un incís que interromp el flux natural d'una frase |
| Paroemion         | Al·literació en la qual totes les paraules d'una frase comencen per la mateixa lletra |
| Paronomàsia       | Proximitat de dos o més mots parònims |
| Parresia          | Parlar càndidament o excusar-se per parlar d'aquesta manera |
| Perífrasi         | Ús de moltes paraules en comptes de poques |
| Perisologia       | Manca de verbositat |
| Personificació    | Atribució de qualitats humanes a un objecte inanimat |
| Pleonasme         | Ús de paraules redundants o supèrflues |
| Poliptòton        | Repetició de paraules derivades de la mateixa arrel |
| Polisíndenton     | Repetició de conjuncions |
| Pregunta retòrica | Qüestió de la qual no se n'espera resposta i amb la qual es pretén afirmar quelcom |
| Preterició        | Fer creure que es vol ometre allò que clarament es diu. |
| Procatalepsi      | Vegeu "prolepsi" |
| Prolepsi          | Proposar un mateix l'objecció que un altre poguera fer-li per a refutar-la anticipadament, o bé a alterar la seqüència cronològica lineal en una obra literària. |
| Proslepsi         | Forma extrema de paralipsi |
| Prosopografia     | Descripció física |
| Prosopopeia       | Vegeu "personificació" |
| Proverbi          | Expressió del que s'observa comunament i que es creu cert |
| Quiasme           | L'ordre de les paraules en una oració s'inverteix en una altra (paral·lelisme invertit) |
| Repetició         | Ús seguit de paraules o grups de paraules en la mateixa oració |
| Reticència        | Deixar incompleta una frase per a donar a entendre més del que pareix voler silenciar-se. |
| Rima interna      | Ús de dues o més paraules que rimen dins una mateixa frase |
| Sarcasme          | Ironia extrema i menyspreadora |
| Sàtira            | Exposició del ridícul per exposar quelcom que es desaprova |
| Sil·lepsi         | Forma de paronomàsia en la qual una sola paraula es fa servir per modificar-ne unes altres dues |
| Símil             | Expressió en què s'establix una comparació explícita entre dos coses diferents, a fi de transmetre una idea més viva de la que s'ha enunciat en primer lloc. |
| Sinalefa          | Unió de dos sons de paraules diferents en una mateixa síl·laba |
| Síncope           | Supressió de síl·labes o de sons en l'interior d'una paraula. |
| Sine dicendo      | Enunciat tan obvi que es pot sobreentendre i que si no s'omet és gairebé innecessari |
| Sinècdoque        | Forma de metonímia en la qual una part es refereix al tot |
| Sinèresi          | |
| Sinestèsia        | Ús de trets propis d'un sentit del cos per descriure quelcom referit a un altre sentit |
| Símploque         | Ús simultani de l'anàfora i l'epístrofe (repetició d'una paraula o grup de paraules a començament i final de frase) |
| Sinonímia         | Ús de dos o més sinònims en la mateixa oració |
| Sístole           | Convertir una síl·laba llarga en una breu; oposada a la diàstole |
| Subjecció         | Fer preguntes, la persona que parla o escriu, a les quals ella mateixa respon. |
| Superlatiu        | Declarar un concepte com el millor dins la seva classe |
| Tautologia        | Redundància fent ús de diferents paraules per expressar un mateix significat |
| Tmesi             | Divisió dels elements d'una paraula composta |
| Tricolon          | Combinació de tres elements, sovint ordenats de manera creixent (tricolon crescens) o decreixent (tricolon diminuens) |
| Zeugma            | Ús d'un verb per a dues accions |
| Zoomorfisme       | Aplicació de característiques animals a humans o déus |